# Розношинці
Розно́шинці — село в Україні, у Збаразькій міській громаді Тернопільського району Тернопільської області. Розташоване на річці Гнізна, в центрі району. До 2020 Підпорядковане Красносільській сільській раді 
Населення — 314 осіб (2007).

## Історія
Перша писемна згадка — 1463.
«Присяжна грамота» подільського старости Федька Несвізького від 7 вересня 1434 р., де згадується його вотчина – Збаразька волость (без конкретизації навколишніх населених пунктів) і «жалована грамота» Великого князя литовського Казимира Ягелончика про надання Збаража і деяких навколишніх сіл у володіння Дениска Мокосійовича від 11 січня 1442 р. Сьогодні зі  згаданих населених пунктів до Збаразького району не належить жоден (відомі лише Ожигівці, Борщівка, Матвіївці та ін. у межах північних та східних районів області).
І ось 9 липня 1463 р. у Луцьку три брати – Василь, Семен і Солтан Васильовичі, «отчині і дідичі Збаразькі» (сини князя Василя Федоровича Несвізького) офіційно поділили батьківські маєтки. У цьому документі перераховано переважно більшість сіл Збаражчини (і не тільки), що відійшли князям.
Зокрема, Василю Васильовичу – містечко Збараж і села Опрілівці, Охрімівці, Чернихівці, Верняки, Залужжя, Литовський Кут (біля с. Новики), Рябчинці (на схід від Базаринець), Тарасівка, Розношинці, Мусорівці, дві Стриївки та інші села в інших районах області. Семену Васильовичу – містечко Колодно і села Добриводи, Іванчани, Новики, Олишківці, Гніздичне, Шимківці, Глубичок та інші села переважно у Зборівському районі. Третьому, Солтану Васильовичу, – два Бутини, два Вишнівці, Решнівка (після матері) та інші села переважно на Шумщині та Лановеччині.
– Процитований документ зберігається в архіві князів Любартовичів Сангушків у Славуті (Archiwum książąt Lubartowiczow Sanguszkow w Sławucie. T.1 1366-1506. S.53) і на його підставі першу писемну згадку про вищенаведені населені пункти можна датувати 9-м липня 1463
Діяли товариства «Просвіта», «Січ», «Союз українок», кооператива.
12 червня 2020 року, відповідно до Розпорядження Кабінету Міністрів України від  № 724-р «Про визначення адміністративних центрів та затвердження територій територіальних громад Тернопільської області», село увійшло до складу Збаразької міської громади.
19 липня 2020 року, в результаті адміністративно-територіальної реформи та ліквідації Збаразького району, село увійшло до складу новоутвореного Тернопільського району.

## Пам'ятки
Є церква святого Юрія (1860, кам'яна), «фігура» Матері Божої.
Споруджено пам'ятник воїнам-односельцям, полеглим у німецько-радянській війні (1982), встановлено пам'ятні знаки на честь скасування кріпацтва і за тверезість (1874), меморіальну таблицю на пам'ять про перебування у Розношинцях письменника Василя Стефаника (1982), насипано символічну могилу жертвам сталінських репресій та Борцям за волю України (1995).

## Соціальна сфера
Працюють загальноосвітня школа І ступ., бібліотека, ФАП, відділення зв'язку, с.-г. т-во «Мрія».

## Відомі люди

### Народилися
- Оленська-Петришин Аркадія — українська художниця, мешкала у США,
- громадська діячка С. Гонта,
- науковці З. Дячун, І. Смолій, А. Гуменюк,
- педагог, музикант, діяч культури Я. Рутецький,
- Михайло Лисогір (нар. 20.11.1897, Розношинці, Збаразький повіт, Галичина — пом. 05.12.1979, Нью-Йорк, США) — вчитель, учасник визвольних змагань в лавах УГА, український громадський діяч у США.
- громадські діячі Йосафат (Сафат[3] Шмігер, похований у Розношинцях) і П. Таращук.

## Галерея

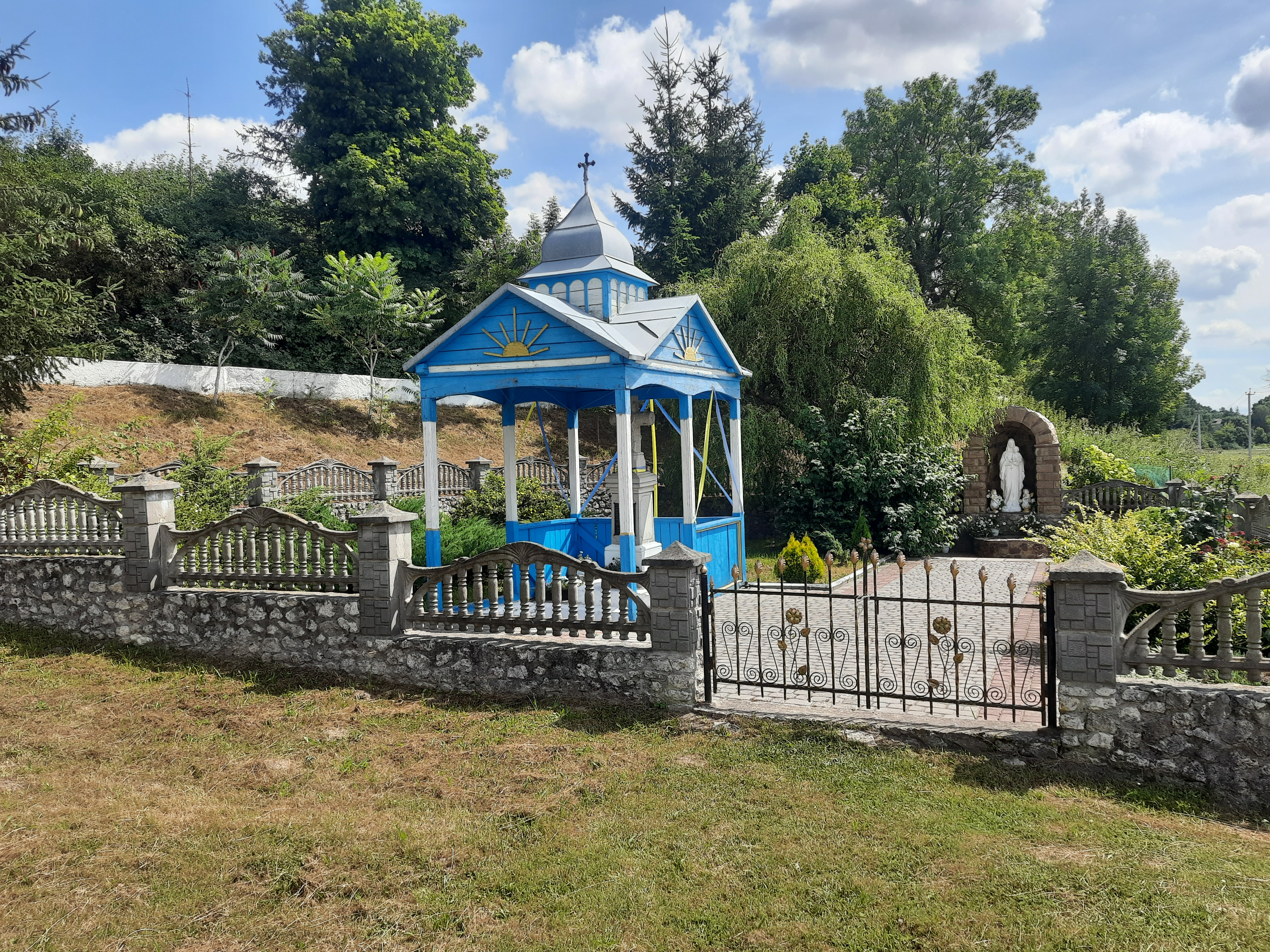
Капличка
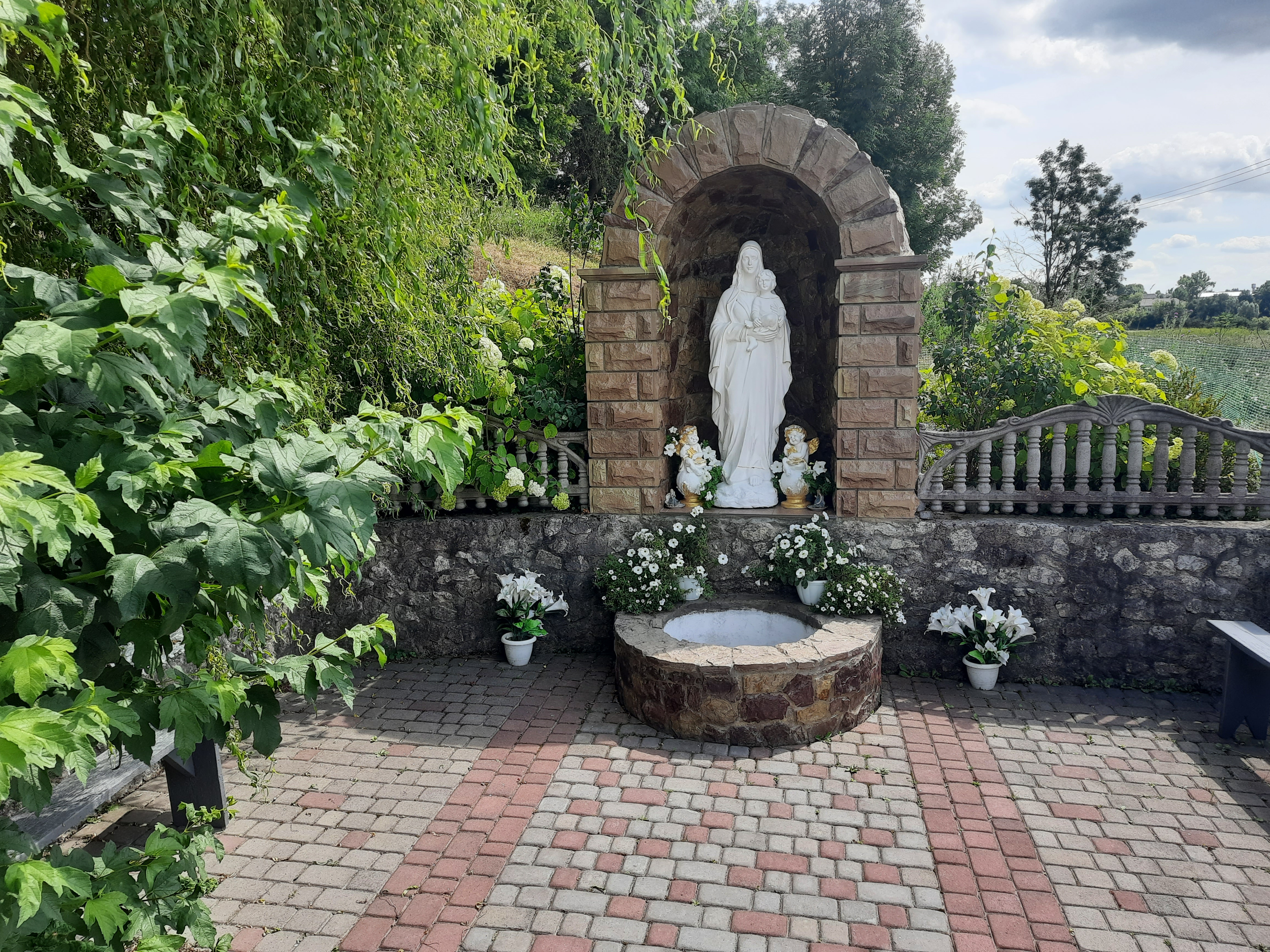
Статуя Божої Матері
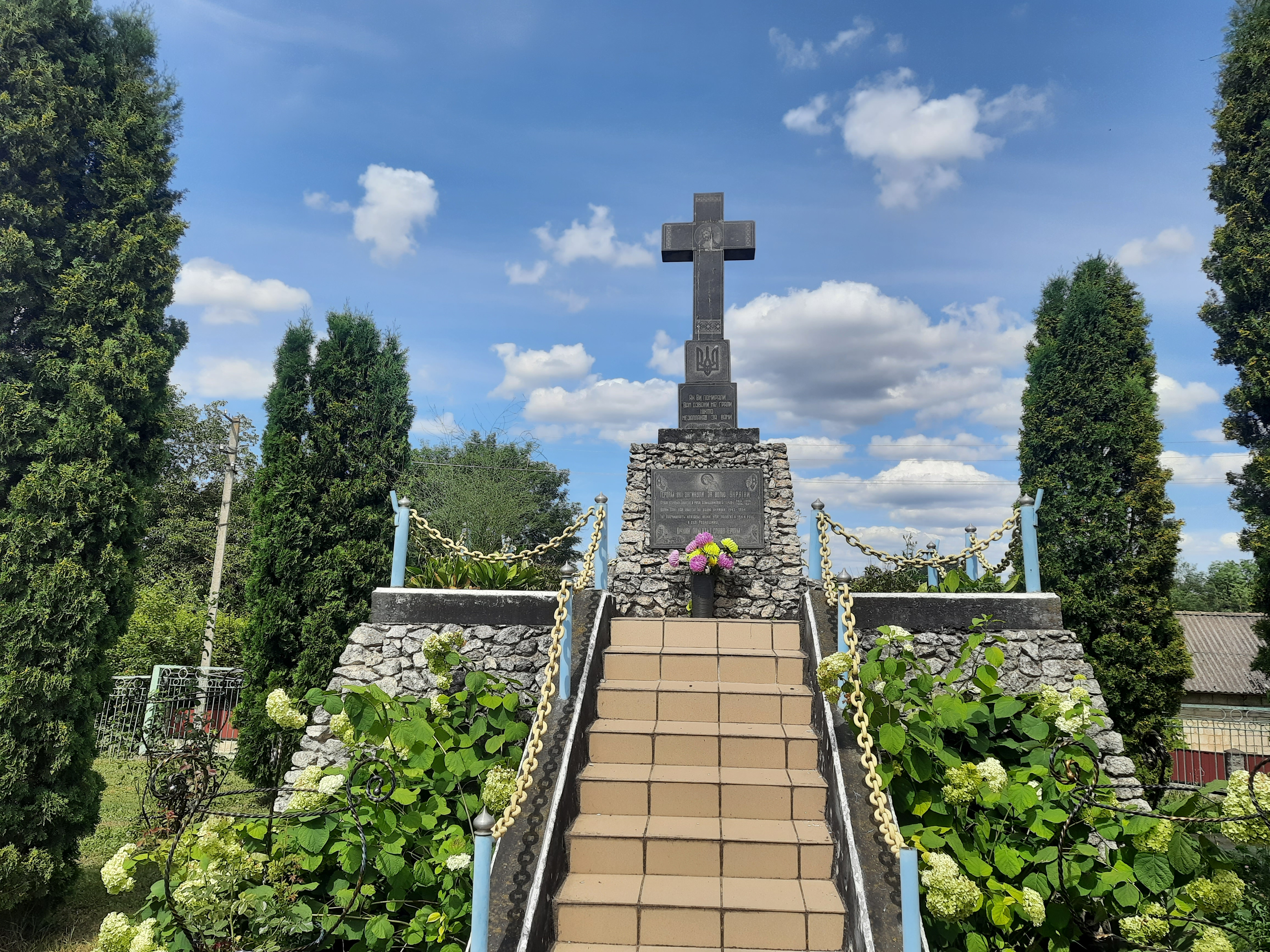
Пам'ятний знак Борцям заволю України
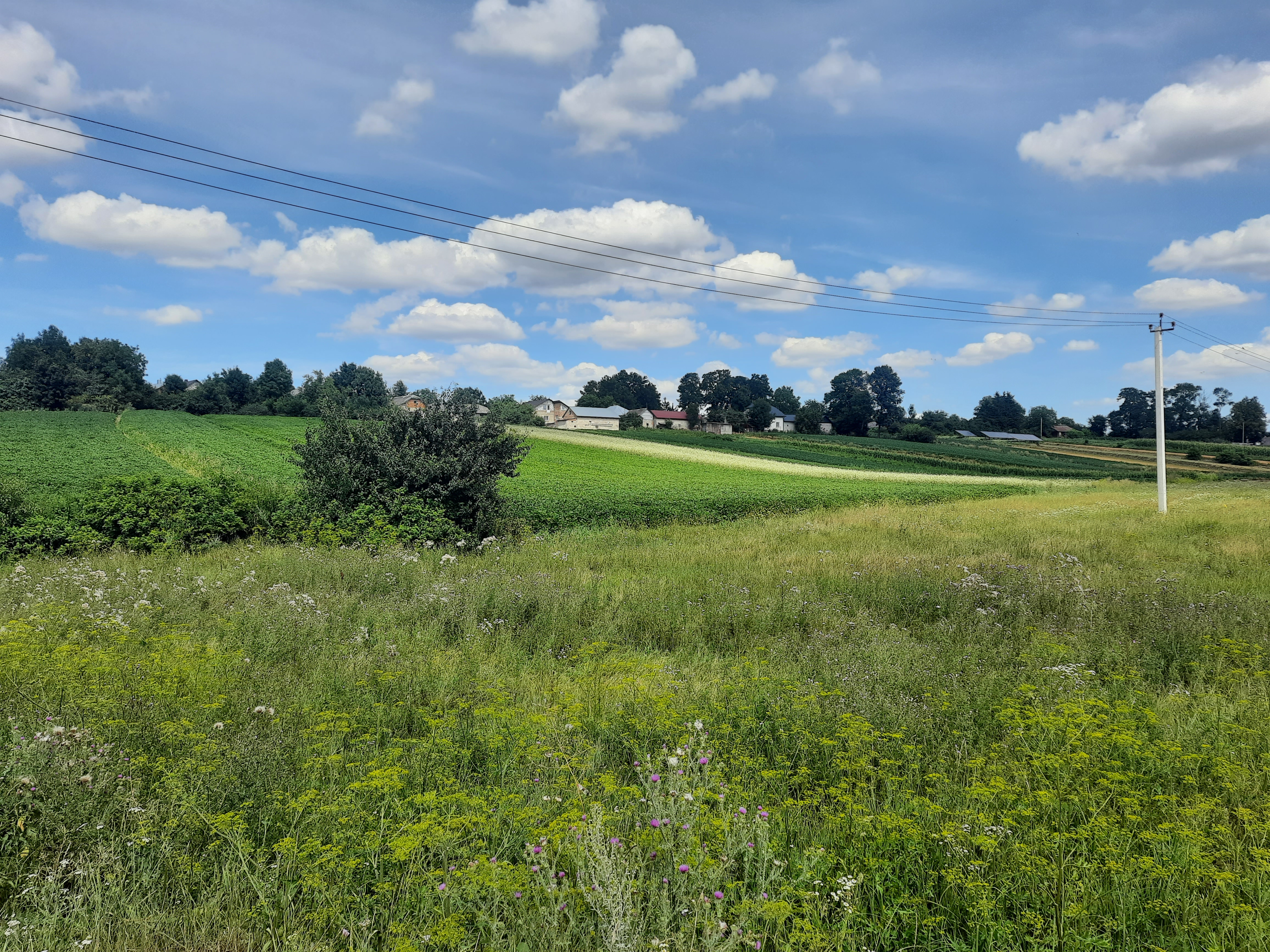
Сільський краєвид
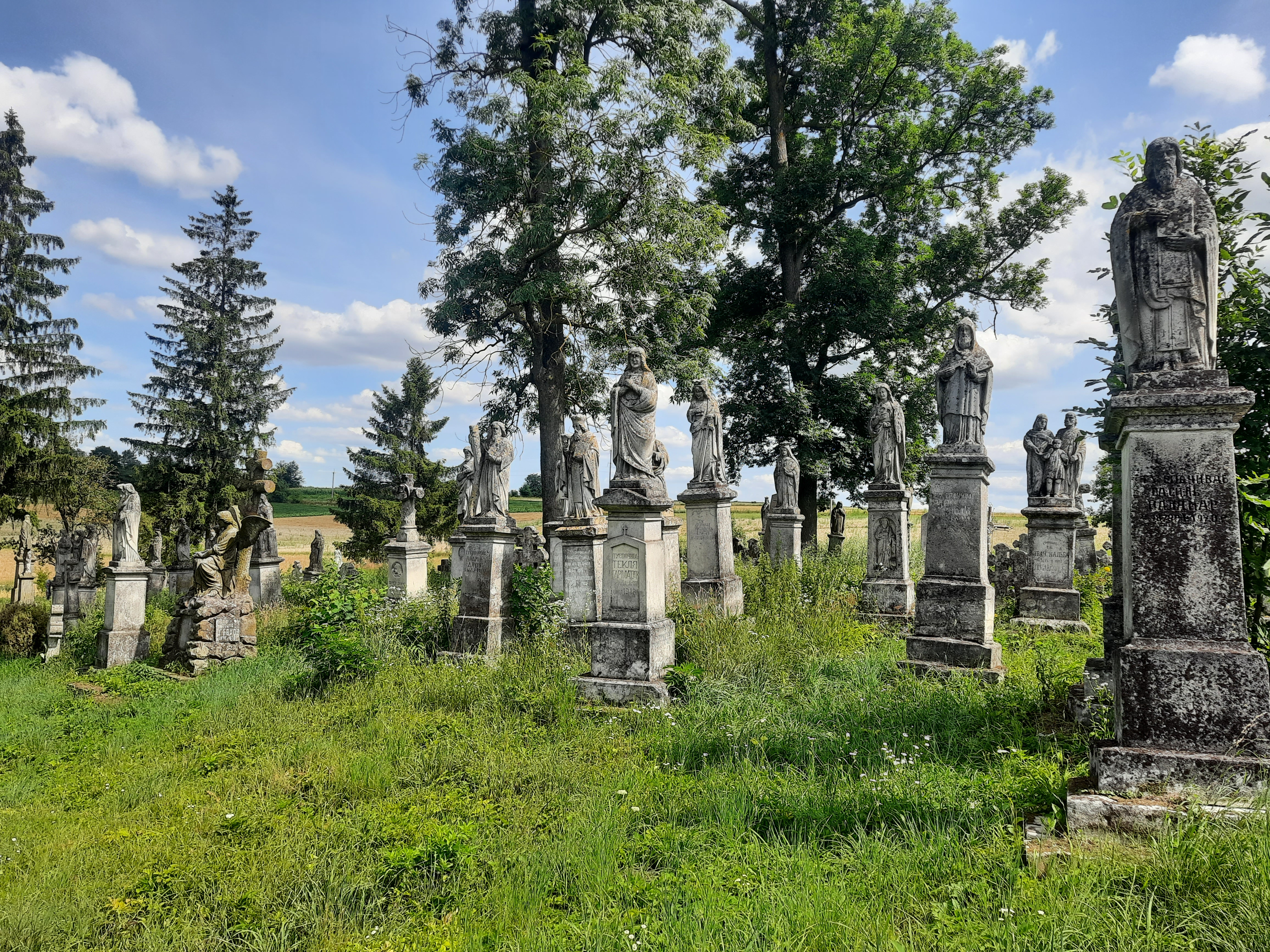
Старий цвинтар